# Yabassi
Yabassi är en ort i Kamerun.   Den ligger i regionen Kustregionen, i den sydvästra delen av landet, 180 km väster om huvudstaden Yaoundé. Yabassi ligger 49 meter över havet och antalet invånare är 7 560.
Terrängen runt Yabassi är lite kuperad. Trakten runt Yabassi är glesbefolkad, med 15 invånare per kvadratkilometer. Det finns inga andra samhällen i närheten. I omgivningarna runt Yabassi växer i huvudsak städsegrön lövskog.